# 115331 Шрилмайлс
115331 Шрилмайлс (115331 Shrylmiles) — астероїд головного поясу, відкритий 29 вересня 2003 року.
Тіссеранів параметр щодо Юпітера — 3,257.